# Karol VII u swych wielkich wasali
Karol VII u swych wielkich wasali (fr. Charles VII chez ses grands vassaux) – dramat Alexandre’a Dumasa (ojca) z 1831 roku, osnuty na wydarzeniach z okresu panowania Karola VII.

## Historia powstania utworu
Po sukcesie Antony’ego Dumas nie umiał sobie znaleźć w Paryżu miejsca, by w spokoju pracować. 6 lipca wsiadł więc, ze swą kochanką Belle Krelsamer do dyliżansu do Rouen. Z Rouen popłynęli statkiem do Hawru, a stamtąd czterowiosłową łodzią do leżącej na odludziu wioski Trouville. Na miejscu wynajęli dwa pokoje, tak aby Aleksander miał osobne pomieszczenie, w którym mógłby pisać. Nie chcąc, aby rozpraszał go widok morza wybrał pokój z widokiem na wieś. Belle gotowała mu obiady, ponieważ pisarz miał wysokie wymagania, gdy chodziło o jedzenie. Rozkład dnia był ściśle ustalony: pobudka o wschodzie słońca, a potem praca do dziesiątej; śniadanie; od jedenastej do czternastej polowanie na należących do gminy mokradłach; od czternastej do szesnastej dalszy ciąg pracy, z przerwą na kąpiel w morzu dla odświeżenia umysłu i rozruszania się; pod wieczór kolacja; po kolacji spacer po plaży, potem dalsza praca, kończona z wybiciem północy. Wtedy kładł się do łóżka i poświęcał czas Belle.
Pracował z wielkim zapamiętaniem, bo założył sobie, że w kilka tygodni napisze nowy utwór dramatyczny. Temat wziął z Kroniki Karola VII Alaina Chartiera, wzbogacając go motywami z Kwintyna Durwarda i Ryszarda Lwie Serce Waltera Scotta. Mimo że jego prozatorski Antony odnosił właśnie sukcesy w całym kraju, Dumas przekonany, że scena napisana potocznym językiem od kunsztownie rymowanej różni się tak jak gliniany posąg od marmurowego, mozolił się nad liczbą stóp, cezurą i asonansami. Pracując w ten sposób tworzył sto wierszy dziennie. 10 sierpnia dramat był gotów. Dumas nie był zeń specjalnie zadowolony.

## Okoliczności jego wystawienia
W drodze powrotnej, w dyliżansie z Rouen Dumas zetknął się z redaktorem Journal des Debats, który poinformował go na postoju, że Marion Delorme Hugo poniosła w Porte-Saint-Martin zasłużoną klapę. Dumas próbował bronić sztuki przyjaciela, cytując z pamięci ulubione fragmenty. Po powrocie do Paryża, jeszcze tego samego wieczoru, wybrał się do teatru. Musiał jednak przyznać, że jedynie Dorval i Bocage są w stanie unieść ciężar swych ról, reszta stanowiła karykaturę myśli i kunsztu poety. Przeżycie było tak dojmujące, że przez kilka dni nie miał siły zajrzeć do swojej sztuki. Kiedy ją znowu przeczytał, był gotów przerobić ją na prozę. Skonsternowany, zwołał kilku przyjaciół i przeczytał im swój utwór. Ich reakcje były nader powściągliwe. Zdecydował się schować rękopis do szuflady i poinformował o tym dyrektora Odéonu Harela, który zdążył mu już wręczyć tysiąc franków zaliczki. Harel podejrzewając, że pisarz wycofuje Karola VII z Odeonu, bo Komedia Francuska zaproponowała mu większe pieniądze, oświadczył, że jest gotów zaoferować pięć tysięcy i bez żenady zaczął wymachiwać krnąbrnemu autorowi plikiem banknotów przed nosem. Dumas zgodził się przeczytać sztukę Harelowi, pannie George, Janinowi i Lockroyowi. Aktorzy ocenili mroczną opowieść o zazdrości, zemście i zdradzie mniej krytycznie. Zachwyty panny George sprawiły, że Harel postanowił bezzwłocznie rozpocząć próby. Zdziwiony Dumas zaczął wierzyć, że się pomylił, i że Karol VII ma szansę się spodobać.

## Osoby
| Osoba                   | Jej rola w dramacie                   | Aktor premierowy |
| ----------------------- | ------------------------------------- | ---------------- |
| Karol VIII              | król Francji                          | Delafosse        |
| Książę Karol de Savoisy | pan Seignelais                        | Ligier           |
| Jakub                   | młody Arab, nazywany często Saracenem | Lockroy          |
| Bérengère               | księżna de Savoisy                    | panna George     |
| Agnieszka Sorel         | kochanka króla                        | panna Noblet     |
| Jan                     | bastard orleański                     | Félix            |
| Izabella de Graville    | druga żona księcia de Savoisy         | panna George     |
| Guy-Raymond             | sługa księcia                         | Arséne           |
| André                   | łucznik                               | Auguste          |
| Kapelan                 |                                       | Éric-Bernard     |

## Treść
Akt I Jakub – Do zamku Seignelais przybywa pielgrzym, który przywitany przez domowników, udaje się na modlitwę do krypty. Jakub, młody Saracen, przywieziony przed laty, przez pana zamku z Egiptu, wspomina swoją daleką ojczyznę i utraconą wolność. Okazuje się, że książę de Savoisy został przed laty, za zamordowanie w kościele swego lennika, ekskomunikowany przez papieża i dla zgładzenia swojej winy udał się na wyprawę krzyżową, podczas której, uratował na pustyni rannego Jakuba i wziął go ze sobą do Francji. Tymczasem do zamku przybywa Guy-Raymond. Raymond przywozi wiadomości o śmierci Karola VI, najeździe Anglików, zdobyciu przez nich Paryża i koronacji Henryka angielskiego na króla Francji, o osamotnieniu młodego Karola VII. Informuje również, że książę de Savoisy udał się na północ do Bretanii, a jego wysłał na południe do Awinionu, po pismo od papieża. Rozmowa o religii doprowadza do ostrej kłótni z Jakubem, którego Raymond bardzo źle traktuje, obaj dobywają broni. Spór łagodzi pojawianie się pani dr Savoisy, Bérengère. W rozmowie z nią Jakub uznaje się za przeklętego przez Mahometa, księżna stara się go pocieszyć i sama skarży się na swój los. Jakub zdradza jej, że rozpoznał w pielgrzymie księcia. Księżna podejrzewa, że książę śledzi ją z ukrycia. Nadchodzą dworzanie i kapelan, kapelan odczytuje fragment Biblii, w którym bezpłodna Sara oddaje Abrahamowi swą niewolnicę Hagar, aby z niej wzbudził potomstwo, fragment jest wyraźnie skierowany do księżnej. Podczas czytania Biblii, Raymond po raz kolejny znieważa Jakuba, który przebija go sztyletem. Książę się dekonspirację, każe wziąć Jakuba pod straż. Ten wyjaśnia z kolei, że to Raymond próbował go przed laty zabić na pustyni, spłacił więc tylko dług. Książę wysyła posłańca do Bourges na dwór króla.
Akt II Książę de Savoisy – Kapelan odczytuje księżnej Bérengère pismo przywiezione przez Raymonda od papieża, które rozwiązuje jej małżeństwo z księciem. Książę w rozmowie z kapelanem wyjawia, że w okresie tak głębokiego upadku dynastii królów Francji, potrzebuje potomka, którego nie da mu bezpłodna Bérengère. Książę rozpoczyna sąd nad Jakubem. Ku jego zdziwieniu paź obwieszcza niespodziewane przybycie króla Karola VII. Książę chce uwolnić Jakuba, a nawet umożliwić mu powrót do ojczyzny, ten jednak twierdzi, że ślubował zabić również księcia i pragnie jedynie śmierci. Książę wydaje zatem wyrok śmierci. Król korzysta jednak z prawa łaski. Jakub próbuje popełnić samobójstwo, powstrzymuje go prośba księżnej, by żył. Król prosi księcia o gościnę i udaje się na spoczynek.
Akt  III Karol VII – Książę wysyła swego sługę André do Auxerre z pierścieniem ślubnym i wezwaniem do pani Izabelli, by przybyła jeszcze tego wieczoru, by go poślubić, gdyż nazajutrz musi wyruszyć na pomoc swemu wojsku. Spotkawszy Jakuba, nakazuje mu czuwać u drzwi, za którymi śpi król. Bérengère upewnia się czy Jakub wypełni każdą jej prośbę i znika. Król rozmawia z towarzyszącą jej Agnieszką, której miłość daje mu siłę, by żyć, choć życie wydaje mu się za ciężkie. Kiedy książę de Savoisy przedstawia mu trudną sytuację Francji, potrzebującej monarchy, który by zjednoczył jej siły, król pyta czy Auxerre jest jeszcze w jego ręku, by mógł tam zapolować. Po odejściu króla książę wyrzuca Agnieszce, że to ona jest winna lekkomyślności króla i ją obciąża odpowiedzialnością za los Francji.
Akt IV Agnieszka Sorel – Trwają przygotowania do polowania, gdy zjawia się Jan, bastard orleański. Informuje króla o uwięzieniu i śmierci jego dowódców. Na wieść o tym Agnieszka Sorel, oznajmia, że odchodzi do walczącego za króla Bedforda, gdyż on bardziej jest obecnie królem niż prawdziwy monarcha. Wstrząśnięty król każe sobie podać zbroję, ustala z księciem warunki przymierza z Janem VI Dobrym i wyrusza na czele swych poddanych. Książę dziękuję Agnieszce Sorel. Bérengère błaga męża, by dał jej jeszcze szansę w imię miłości, którą do niego żywi. Spróbuje pójść z pielgrzymką w intencji zrodzenia potomka. Książę pozostaje jednak niewzruszony. Za późno już na to, księstwo potrzebuję potomka. Gdy księżna odchodzi książę wzywa kapelana, który ma ją odprowadzić do klasztoru, gdzie spędzi resztę życia. Jakub, podsłuchawszy tę rozmowę, prosi księcia o wolność, z której po ułaskawieniu zrezygnował. Kapelan odjeżdża wypełnić nałożony na niego przez księcia obowiązek, nieświadom, że towarzyszy przebrana za księżnę służąca. Księżna tymczasem zjawia się przed Jakubem, który ujawnia jej, że książę oczekuje na Izabellę z Auxerre. Bérengère wzburzona odchodzi.
Akt V Bérengère – Księżna roztacza przed Jakubem obraz wspólnego życia w Egipcie pod warunkiem, że spełni jej prośbę. Kiedy jednak okazuje się, że chodzi jej o zabicie księcia, Jakub ma opory. Książę uratował mu życie, podzielił się z nim resztką wody na pustyni. Księżna uświadamia mu, że sprowadziło to na niego lata niewoli i upokorzeń. Obraża go i szantażuje, że będzie musiała odwołać się do pomocy innego. Stwierdza, że nie może kochać jednocześnie dwóch mężczyzn, że jeden z nich musi umrzeć, że może się rozmyślić i zostać z pierwszym z nich. Wreszcie odwołuje się do zazdrości Jakuba: to w tej komnacie książę ją całował i pieścił. Jakub dobywa sztyletu i wchodzi do książęcej komnaty, do której udają się książę i jego nowo poślubiona żona, fetowani przez dworzan. Książę ginie z ręki Jakuba. Księżna wypija truciznę i pada na ciało męża. Jakub pokazuje wszystkim dokument przywracający mu wolność.

## Premiera
Premiera sztuki miała miejsce 20 października 1831 roku w Odeonie. Publiczność, początkowo życzliwie usposobiona, szybko popadła w zobojętnienie, irytację i znużenie. Podczas czwartego aktu Karol VII, grany przez DelaFosse’a, zaczął zakładać na siebie, wypożyczoną z Muzeum Artylerii, zbroję. W trakcie jednej z jego wypowiedzi, przyłbica opadła mu na twarz, nie pozwalając dalej mówić. Widownia wybuchnęła śmiechem. Aktor wydawał z siebie niezrozumiałe krzyki. Z pomocą przyszedł mu dopiero królewski giermek, który sztyletem podważył, źle zamocowaną część hełmu. Skąpe, kurtuazyjne oklaski, nie zagłuszyły dobiegającego z widowni pomruku dezaprobaty. Sztuka miała akurat tyle pomniejszych zalet, żeby nikogo nie wypłoszyć – napisał potem Dumas.